# Studiobühne Köln

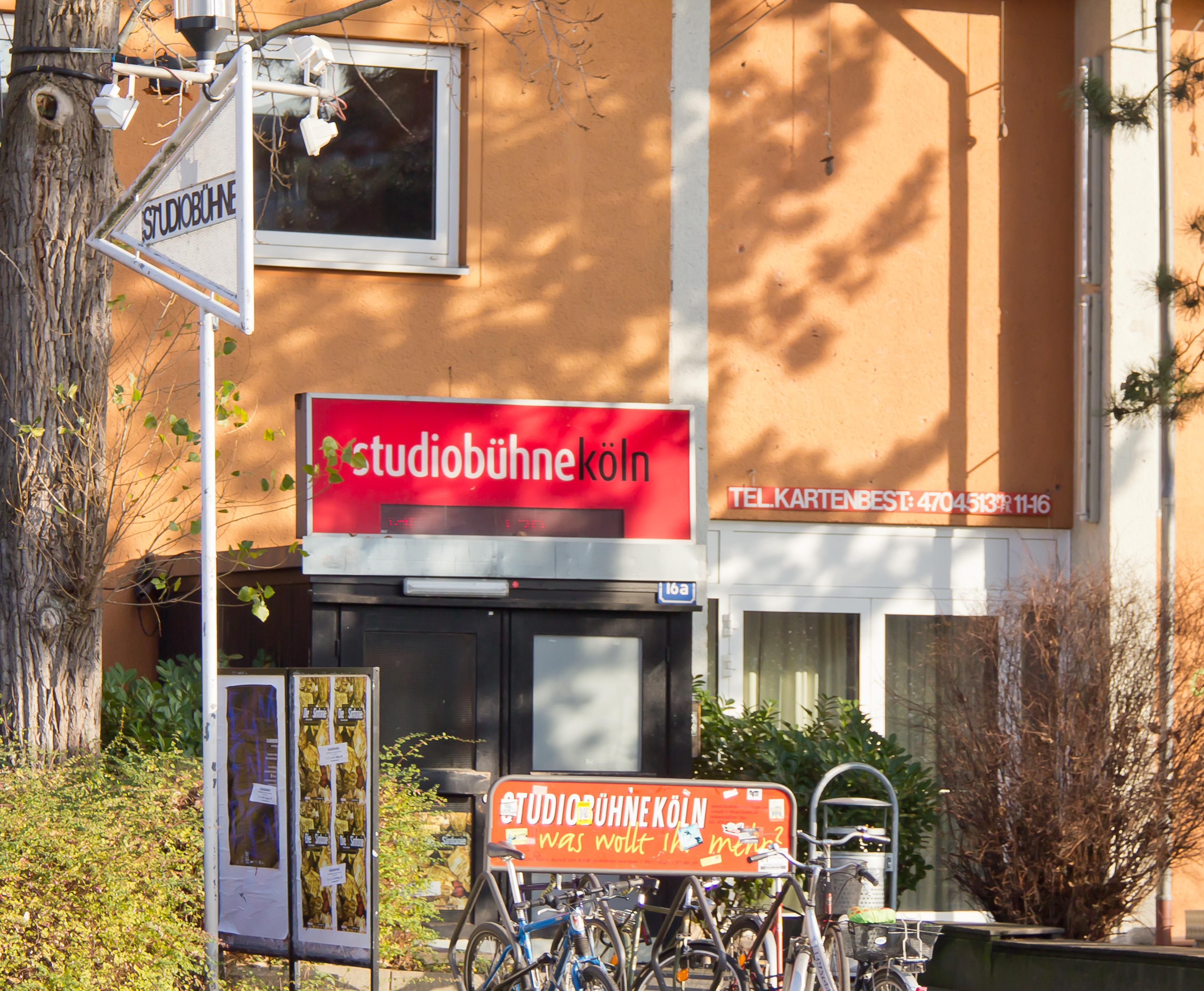
Eingangsbereich der Studiobühne Köln (2012)

Die Studiobühne Köln (Eigenschreibweise: studiobühneköln) mit der angeschlossenen  Filmwerkstatt der Universität zu Köln ist ein freies, experimentelles Theaterhaus in der Universitätsstraße 16a in Köln.

## Geschichte
Die Studiobühne Köln besteht seit 1920 und ist somit das älteste deutsche Universitätstheater. Aus einem zu Beginn reinem Theaterbetrieb entwickelte sich Ende der 1960er Jahre ein experimentelles Aktionsfeld über das Medium Theater hinaus. Seit den 1970er Jahren betätigt sich die Studiobühne auch als Filmwerkstatt und bietet Arbeitsmöglichkeiten in den Bereichen Film, Fotoausstellung, Bühnentanz und vor allem Theaterproduktion.

## Profil und Organisation
Die Universität zu Köln als Träger und Förderer der Einrichtung bietet im Rahmen der Zusammenarbeit ein Ausbildungs- und Übungsprogramm an. Etwa 450 Studierende werden von 15 Lehrbeauftragten in den Bereichen Theater, Film, Video und Fotografie unterrichtet. 
Finanzielle Förderung erhält die Studiobühne außer von der Universität zu Köln auch vom Kulturamt der Stadt Köln, dem Land NRW und der Kunststiftung NRW.
Georg Franke (1947–2024) war lange Zeit, von 1970 bis 2009, Leiter der Studiobühne Köln. Sein bisheriger Stellvertreter und Leiter der Öffentlichkeitsarbeit Dietmar Kobboldt hatte seitdem die Leitung kommissarisch inne und wurde im März 2012 vom Rektorat offiziell zum Leiter berufen. Ende 2023 verabschiedete sich Dietmar Kobboldt als Leiter und Stawrula Panagiotaki, eine ehemalige Dramaturgin am Schauspiel Köln, übernahm  die Leitung der Studiobühne.

### Ausstattung
Das Theater an der Universitätsstraße verfügt über eine bis zu 80 m² große Bühne und bietet Platz für 300 Zuschauer. Bei größeren Veranstaltungen nutzt die Studiobühne die Aula der Universität, in der bis zu 1200 Sitzplätze zur Verfügung stehen. Die Studiobühne ist auch für behinderte Menschen ausgelegt und zugänglich.

## Konzept
Die Studiobühne ist eines der führenden Freien Theater in Köln. Als Theater der Universität und experimentelles Theaterhaus will die Studiobühne ein Forum sowohl für Eigenproduktionen als auch für Koproduktionen mit vielen professionellen Kölner Freien Gruppen (Residenzgruppen) sowie Gruppen aus dem In- und Ausland  bieten. Besonderer Schwerpunkt ist die Erprobung künstlerischer Arbeitsweisen und der Umgang mit verschiedenen Medien sowie intermediale Versuche. Im Jahr 2008 war die Studiobühne Köln einer der Spielorte des Theaterfestivals „Politik im Freien Theater“ sein.
Eine Besonderheit sind die jährlichen binationalen Festivals theaterszene europa, Universitätstheaterwochen mit internationalen Partnern. Dafür wird die Studiobühne regelmäßig vom Deutschen Akademischen Austauschdienst gefördert.